# Zsanett Lakatos
Zsanett Lakatos (* 26. Dezember 1994 in Székesfehérvár) ist eine ehemalige ungarische Kanutin.
Mitte der 2010er Jahre holte sie hierbei im Canadier-Einer, vor allem aber im -Zweier diverse Medaillen und Titel bei internationalen Wettkämpfen.
Neben den Erfolgen auf den Kurzdistanzen über 200 und 500 Meter konnte Lakatos auch im Kanumarathon zwei Weltmeistertitel erringen.
An Olympischen Sommerspielen nahm die Kanutin jedoch nie teil.
Hintergrund hierfür ist die Tatsache, dass die Canadier-Wettbewerbe der Frauen erst im Jahr 2020, und damit im Herbst der Karriere Lakatos’ ins olympische Programm aufgenommen wurden und sie bei dieser einen Chance die Qualifikation verfehlte.
Kurz nach dem Verpassen der Spiele in Tokio beendete sie ihre Karriere.
Zsanett Lakatos wurde zweimal zur ungarischen Kanutin des Jahres gewählt.